# Clas Uggla (1899)
Clas Uggla − szwedzki krążownik torpedowy z ostatnich lat XIX wieku, jeden z pięciu okrętów typu Örnen, nawiązującego koncepcją do budowanych w tym czasie w innych państwach kanonierek torpedowych. W 1917 roku wszedł na mieliznę i zatonął.

## Historia
Budowa krążownika torpedowego „Clas Uggla” została zaakceptowana przez parlament szwedzki w 1895 roku i sfinansowana z budżetu na 1897 rok. Stępkę pod okręt położono w stoczni Bergsunds w Sztokholmie w 1898 roku, wodowanie nastąpiło 9 grudnia 1899 roku, zaś zakończenie budowy 30 października 1900 roku. Oficjalnie okręt wcielono w skład szwedzkiej marynarki wojennej 28 listopada tegoż roku. Nazwa krążownika pochodziła od nazwiska admirała Claasa Uggli, żyjącego w XVII wieku.
W czerwcu 1905 roku, po jednostronnym proklamowaniu zerwania unii szwedzko-norweskiej przez Storting, flota szwedzka została postawiona w stan gotowości. Narastające napięcie spowodowało mobilizację silnego zespołu okrętów, mającego w razie eskalacji konfliktu zaatakować wybrzeże norweskie i stolicę kraju, Oslo. W jej skład weszły między innymi cztery jednostki typu Örnen, w tym „Clas Uggla”. Przez kolejnych kilka miesięcy jego zadaniem było patrolowanie okolicznych szkierów. Po zakończonych uznaniem norweskiej niepodległości rokowaniach w Karlstad, 11 października 1905 roku flotę odwołano.
Podczas I wojny światowej krążownik wchodził w skład patroli neutralności. 22 czerwca 1917 roku wszedł na mieliznę w rejonie wyspy Ulvön niedaleko Härnösand. Próby ściągnięcia okrętu na głęboką wodę nie powiodły się i 30 sierpnia „Clas Uggla” zatonął.

## Opis konstrukcji
Kadłub krążownika „Clas Uggla” miał długość całkowitą 72,9 m, szerokość 8,3 m i zanurzenie 3,3 m. Wyporność konstrukcyjna wynosiła 814 ton. Napęd stanowiły dwie maszyny parowe potrójnego rozprężania o łącznej mocy 4500 KM, napędzające dwie śruby. Prędkość maksymalna wynosiła 20,5 węzła. 
Uzbrojenie składało się z dwóch pojedynczych dział kal. 120 mm i czterech kal. 57 mm oraz pojedynczej wyrzutni torped kal. 381 mm, zamontowanej na stałe w stewie dziobowej.